# 邹四新
邹四新（1967年8月5日—）是退役中国三级跳运动员，以在1992年夏季奥林匹克运动会上获得第八名知名。他的个人最好成绩是17.31米，于1990年10月在北京取得。这一赛果使他成为中国选手的第二名，仅次于邹振先。

## 战绩
| 年        | 賽事           | 舉辦城市           | 名次      | 項目      | 記錄      |
| 代表 中国 | 代表 中国      | 代表 中国          | 代表 中国 | 代表 中国 | 代表 中国 |
| --------- | -------------- | ------------------ | --------- | --------- | --------- |
| 1990      | 亚洲运动会     | 中华人民共和国北京 | 第2名     | 三级跳    |           |
| 1991      | 世界室内锦标赛 | 西班牙塞维利亚     | 第4名     | 三级跳    |           |
| 1991      | 亚洲锦标赛     | 马来西亚吉隆坡     | 第2名     | 三级跳    |           |
| 1992      | 奥林匹克运动会 | 西班牙巴塞罗那     | 第8名     | 三级跳    |           |
| 1993      | 东亚运动会     | 中华人民共和国上海 | 第1名     | 三级跳    |           |
| 1996      | 奥林匹克运动会 | 美国亚特兰大       | 第21名    | 三级跳    | 16.53 m   |

## 外部連結
- Zou Sixin在的頁面